# Кауденбит (футбольный клуб)
«Кауденби́т» (англ. и скотс Cowdenbeath F.C.) — шотландский футбольный клуб из одноимённого города, выступающий в Второй лиге Шотландии. Основан в 1881 году, путём слияния клубов «Кауденбит Рейнджерс» и «Кауденбит Тисл». Домашние матчи проводит на стадионе «Сентрал Парк», вмещающем 5 268 зрителей. Лучшие годы клуба пришлись на довоенный период.

## Достижения
- Первый дивизион шотландской футбольной лиги:
  - Победитель (3): 1913/14, 1914/15, 1938/39.